# Nikołaj Romanienkow

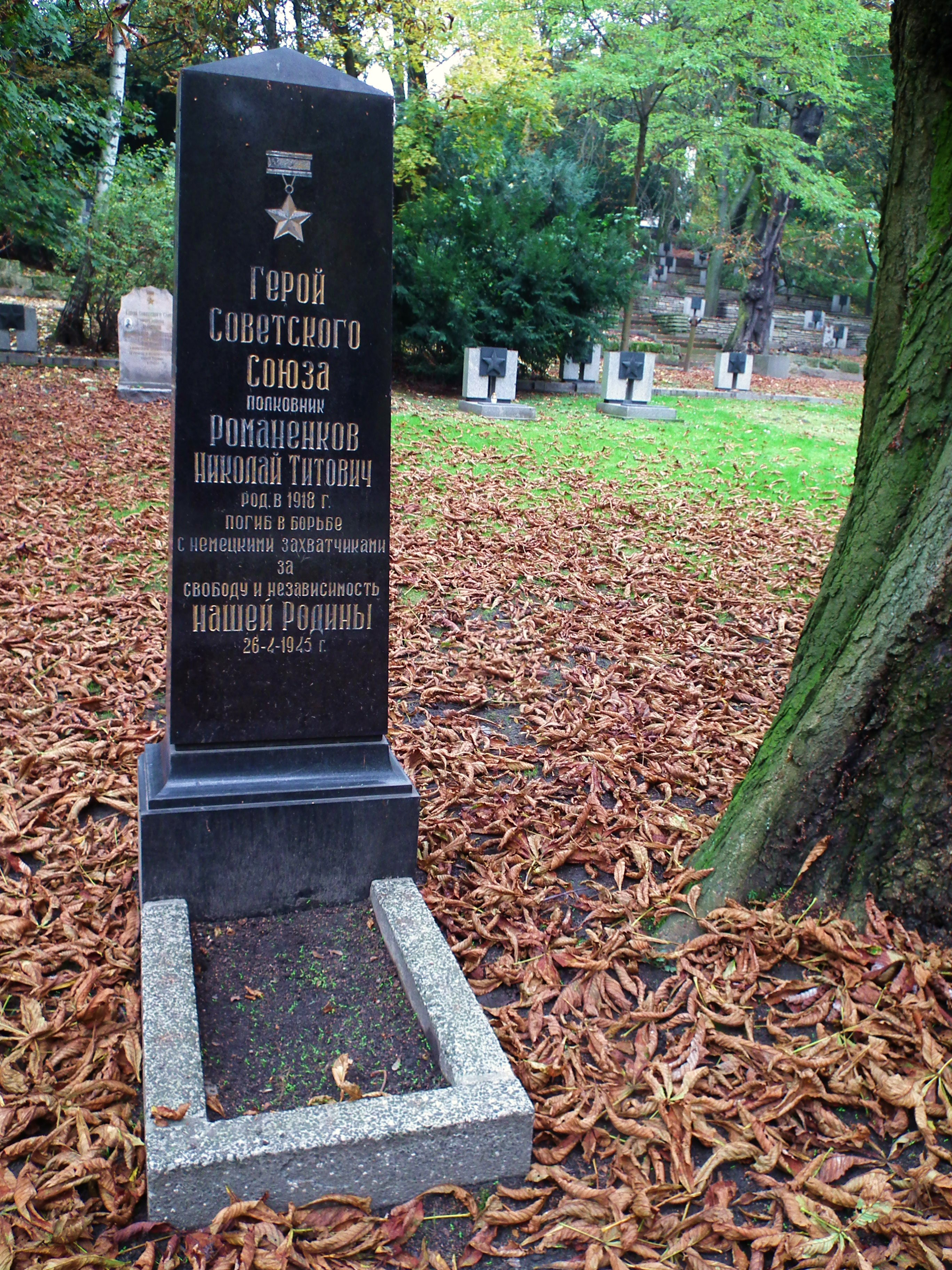
Grób na Cytadeli w Poznaniu

Nikołaj Titowicz Romanienkow (ros. Николай Титович Романиенков, ur. 25 kwietnia 1919 lub w 1918 w Juszczinie w guberni smoleńskiej, zm. 26 kwietnia 1945 w Poczdamie) – sowiecki żołnierz, kapitan Armii Czerwonej, organizator komórki Komsomołu, bohater Związku Radzieckiego.

## Życiorys
Pochodził z rodziny chłopskiej i początkowo pasł bydło w kołchozie. W 1935 pojechał do ojca, do Irkucka. Ukończył kurs spawacza i podjął zatrudnienie w fabryce lotniczej, jednocześnie kształcąc się na kursach dla pracujących, a następnie w uczelni lotniczej, której nie ukończył, ponieważ został powołany do marynarki wojennej na Pacyfiku. Był członkiem komsomołu i od 1941 Wszechzwiązkowej Komunistycznej Partii (bolszewików). Na początku II wojny światowej służył na Dalekim Wschodzie ZSRR. W 1943 wysłano go do Moskiewskiej Szkoły Wojskowo-Politycznej Czerwonego Sztandaru im. Lenina funkcjonującej w Szadrinsku. Od stycznia 1944 ponownie był w służbie wojskowej, od marca tego roku walcząc na froncie w ramach 328. Dywizji Piechoty, 47. Armii, 1. Frontu Białoruskiego.
Był dowódcą batalionu komsomolskiego, gdzie charakteryzował się oddaniem w pracy i wychowaniu komunistycznym. Wyróżniał się w walkach podczas forsowania Wisły pod Warszawą, w szczególności podczas ataku na niemieckie pozycje w rejonie Dziekanowa, które zdobył, a potem utrzymał do czasu przybycia większych jednostek, ponosząc duże straty w ludziach. Do niewoli samodzielnie wziął wówczas czterech Niemców. Za akcję tę otrzymał tytuł bohatera Związku Radzieckiego. Nie doczekał jednak uroczystości wręczenia odznaczenia, gdyż poległ uczestnicząc w walkach operacji berlińskiej. Pochowano go na Cmentarzu Bohaterów Radzieckich na stokach Cytadeli poznańskiej. Spoczywa obok Michaiła Pietrowa.

## Upamiętnienie
Jego imieniem nazwano ulicę w Irkucku, a przy miejscowych zakładach lotniczych postawiono mu pomnik oraz zawieszono tablicę pamiątkową. 

## Odznaczenia
Otrzymał m.in.:
- tytuł bohatera Związku Radzieckiego
- Order Lenina,
- Order Wojny Ojczyźnianej,
- Order Czerwonej Gwiazdy[2].